# Ingeborg Day
Ingeborg Day (6. listopadu 1940 Graz, Rakousko – 18. května 2011 Ashland, Oregon, USA) byla rakousko-americká spisovatelka, známá především pro částečně-autobiografický erotický román 9 1/2 týdne, který vydala pod pseudonymem Elizabeth McNeill. Román byl v roce 1986 zfilmován jako 9 a 1/2 týdne, v hlavních rolích Kim Basinger a Mickey Rourke.

## Život
Ingeborg Day se narodila v rakouském Grazu, v listopadu 1940. Její otec, Ernst Seiler, byl od roku 1938 členem nacistické organizace SS. Poslední dva roky války prožila na statku u své babičky.
V roce 1957/1958, se jako studentka střední školy zúčastnila výměnného programu AFS, kdy žila jeden rok v americké rodině a navštěvovala Eastwood High School v Syracuse, New York. Zde se potkala se stážistou Dennisem Dayem, který studoval na pastora Episkopální církve, ve White Plains. V roce 1960, po své emigraci do USA se za něj provdala. Manželé se přestěhovali do Indiany, kde na Goshen College získala v oboru germanistiky titul B.A. Několik let vyučovala v Kenosha, Wisconsin.
V roce 1963 se manželům narodila dcera Ursula a syn Marek, který se narodil se závažnou nemocí, na kterou zemřel ve věku sedmi let. V roce 1970, po smrti syna opustila manžela, když se zamilovala do umělce Toma Shannona. S dcerou se za ním odstěhovala na Manhattan. Zde se stala se redaktorkou magazínu Ms. V redakci pracovala čtyři roky.
Její pracovní povinnosti byly různé, od základních redakčních prací až po korekce příběhů, zde používala jméno Ingeborg Bachmann. Byla známá jako módní garderobiérka, např. v knize z roku 1975 s názvem „Levná elegance“ (anglicky Cheap Chic) od Carol Troy a Caterine Milinaire, byla jejímu názoru na oblékání věnovaná celá jedna kapitola. Day zde uvádí tzv. „náklady na opotřebení" (anglicky Cost Per Wear), tedy výpočet toho jaké oblečení je nošeno, kolikrát a tím určila „skutečnou hodnotu“ na jedno nošení. Day, tehdy třicetičtyřletá žena, byla zastánkyně dvou jednoduchých barevných schémat: v zimě černou, v létě bílou. Toto své čtyřleté působení v redakci Ms. popsala v knize, kterou vydala v roce 1978 pod pseudonymem Elizabeth McNeill s názvem 9 1⁄2 týdne.

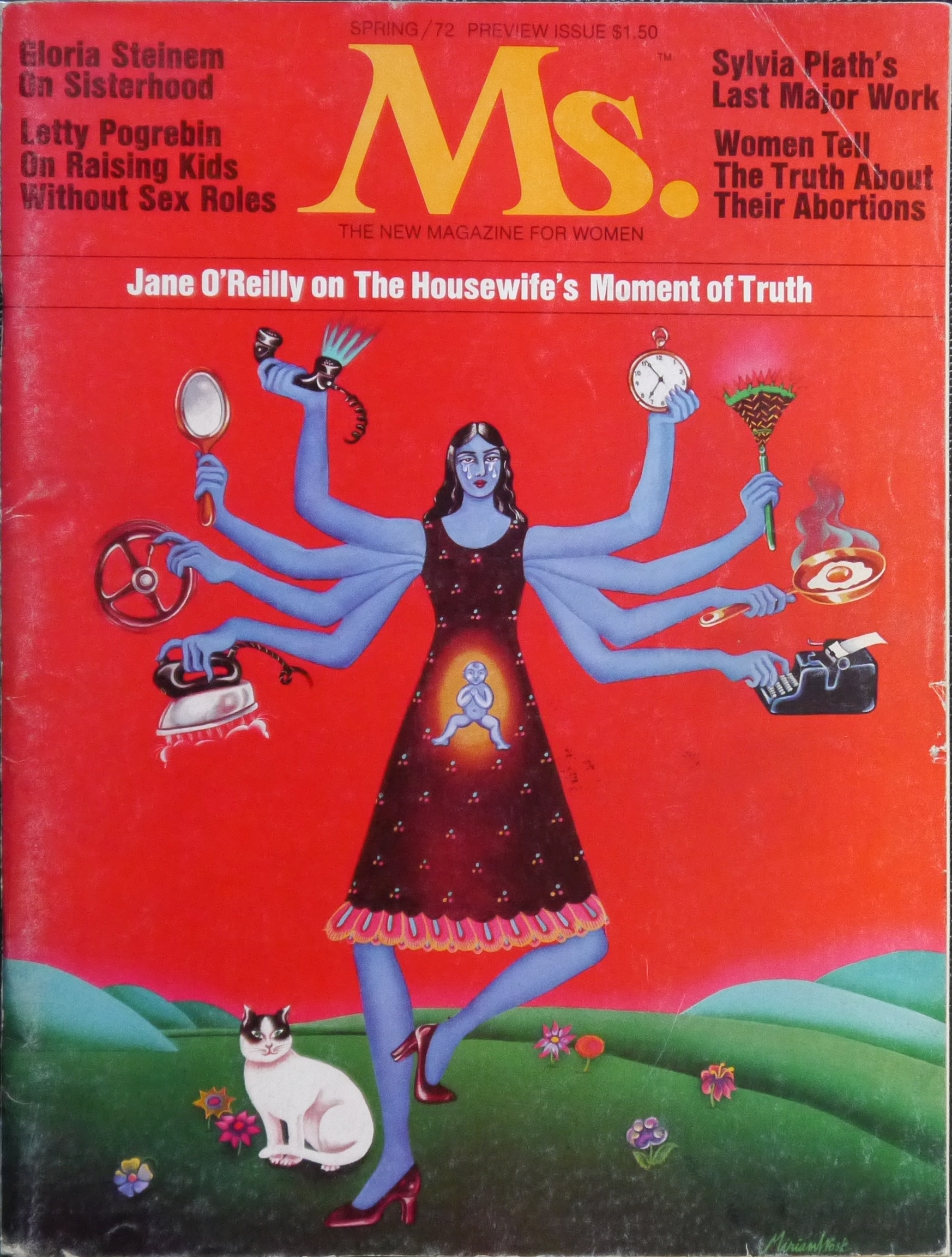
Magazín Ms., vydání Jaro 1972

V roce 2016, při oslavách 45 výroční existence magazínu Ms., nebylo při rekapitulaci historie magazínu zmíněno její jméno. Důvodem bylo, že došlo k odhalení jejího autorství knihy 9 1/2 týdne. Vedení feministického magazínu nechtělo být spojeno s knihou, kde je žena vystavena do submisivní role. Přesto mnoho jejích kolegů vědělo, že autorkou knihy byla právě ona. Kniha končí tím, že postava Elizabeth McGraw byla na několik měsíců hospitalizována v léčebně, podobně jako Ingeborg Day, která byla hospitalizována na několik měsíců po svém odchodu z magazínu Ms. Její identitu odhalil ve své knize Hype z roku 1983 spisovatel Steven M. L. Aronson. Identita Ingeborg Day jako Elizabeth McNeill byla potvrzena několika zdroji, vč. její dlouholeté literární agentky Wendy Weil, počátkem září 2012, dva týdny před svou smrtí.
V roce 1980 vydala svou monografii Ghost Waltz. Kde se vyrovnává s nacistickou minulostí svého otce, kterého chce veřejně přiznat, ale nedokáže se smířit s tím, co dělal. Jak napsala: „Každý příslušník (bývalého) rakouského policejního sboru se automaticky stal členem SS.“ Podobně, se vyrovnávala s nedostatkem empatie od známých, kterým se svěřila, že píše erotický epický román. V kontextu její předchozí knihy bylo čtenářům zřejmé, že identita Ingeborg Day byla rozdělena na dvě (porucha osobnosti). Její kniha byla v Rakousku vydána pod názvem Geisterwaltzer.
V roce 1983 se podílela pod jménem Rand McNally na vydání průvodce po Skandinávii: Scandinavia: Denmark, Finland, Iceland, Norway and Sweden (Rand McNally Pocket Guide). Její literární agentka, Wendy Weil, ji nabídla, aby napsala další knihu pod pseudonymem Elizabeth McNeill. Mělo se jednat o knihu Twelve Dozen Irises, ale rukopis nebyl nikdy dokončen.
V roce 1991, když jí bylo 51 let, se na blíže neurčeném místě provdala za Donalda Sweeta, který byl o 14 let starší, žil Port Yarmouth, Massachusetts. Krátce po svatbě se přestěhovali do Ashlandu, Oregon. V roce 2000 vydala knihu Scanscape, pracovala na dalších dvou knihách, jako spoluautorka, tyto knihy byly vydány až po její smrti. Do konce svého života veřejně nepotvrdila své spisovatelské alter ego a nepřiznala se k autorství knihy 9 1/2 týdne.
Ke konci života, kdy již byla několik let vážně nemocná, se starala o svého nemocného manžela. Dne 18. května 2011 spáchala sebevraždu, bylo jí sedmdesát let. Její manžel zemřel o čtyři dny později, 22. května. V roce 2012 ohlásilo nakladatelství HarperCollins, že vydá knihu 9 1/2 týdne, tentokrát s uvedením skutečného jména autorky, Kniha byla vydána 24. června 2014, pod původním jménem, tedy Elizabeth McNeill. Ve stejný den vyšla kniha kniha Ghost Waltz.

## Dílo

### Knihy
- Nine and a Half Weeks: A Memoir of a Love Affair (1978), 117 s, Harper Perennial (2014), ISBN 0060746394[12]
- Ghost Waltz: A Family Memoir (1980), 240 s, Harper Perennial (2014), ISBN 0062310003[8]
- Geisterwalzer. Roman (1983), Residenz Verlag, ISBN 3-7017-0330-2[9]
- Scanscape (2000), 96 s, Actar D, ISBN 848969866X[10]
- se spoluautory, Sapphire's Literary Breakthrough: Erotic Literacies, Feminist Pedagogies, Environmental Justice Perspectives (2012), 276 s, Palgrave Macmillan, ISBN 1137282215[13]
- se spoluautory, Best of Kore Press Poetry 2012, (2013), Kore Press[14]

### Knihy vydané v češtině
- 9 1⁄2 týdne. Premiéra (1991), 96 s, překlad Vasil Čikivďa, vazba knihy měkká / brožovaná, ISBN 80-900798-4-9[15]
- Devět a půl týdne, Domino (2011), 128 s, překlad Vasil Čikivďa, Karin Lednická, vazba knihy pevná / vázaná s přebalem, ISBN 978-80-7303-623-2[16]
- Devět a půl týdne, Domino (2011), 128 s, překlad Karin Lednická, ekniha EPUB, MOBI, PDF, ISBN 978-80-7303-623-2[17]